# F 11 (sous-marin)
Pour les articles homonymes, voir F11.
Le F 11 est un sous-marin italien de la classe F, lancé pendant la Première Guerre mondiale et en service dans la Regia Marina.

## Caractéristiques
La classe F déplaçait 260 tonnes en surface et 320 tonnes en immersion. Les sous-marins mesuraient 46,63 mètres de long, avaient une largeur de 4,22 mètres et un tirant d'eau de 2,62 mètres. Ils avaient une profondeur de plongée opérationnelle de 40 mètres. Leur équipage comptait 2 officiers et 24 sous-officiers et marins.
Pour la navigation de surface, les sous-marins étaient propulsés par deux moteurs diesel FIAT de 325 chevaux-vapeur (cv) (239 kW) chacun entraînant deux arbres d'hélices. En immersion, chaque hélice était entraînée par un moteur électrique Savigliano de 250 chevaux-vapeur (184 kW). Ils pouvaient atteindre 12,3 nœuds (22,8 km/h) en surface et 8 nœuds (14,8 km/h) sous l'eau. En surface, la classe F avait une autonomie de 1 200 milles nautiques (2 222 km) à 9,3 noeuds (17,22 km/h); en immersion, elle avait une autonomie de 139 milles nautiques (257 km) à 1,5 noeuds (2,77 km/h).
Les sous-marins étaient armés de 2 tubes lance-torpilles à l'avant (proue) de 45 centimètres, pour lesquels ils transportaient un total de 4 torpilles. Sur le pont arrière se trouvait 1 canon antiaérien Armstrong de 76/30 mm pour l'attaque en surface. Ils étaient également équipés d'une mitrailleuse Colt de 6,5 mm.

## Construction et mise en service
Le F 11 est construit par le chantier naval FIAT-San Giorgio de La Spezia en Italie, et mis sur cale le 17 juillet 1915. Il est lancé le 17 septembre 1916 et est achevé et mis en service le 29 décembre 1916. Il est commissionné le même jour dans la Regia Marina.

## Historique
Une fois opérationnel, le F 11 est stationné à Ancône, sous le commandement du lieutenant de vaisseau (tenente di vascello) Antonio Meriotti.
Il est employé dans un rôle offensif le long des côtes adriatiques appartenant à l'Empire austro-hongrois.
Le 16 novembre 1917, il est envoyé, avec son navire-jumeau (sister ship) F 13, au large de Cortellazzo, une frazione de Jesolo, pour contrer le bombardement effectué par les cuirassés austro-hongrois Wien et Budapest contre les batteries d'artillerie et les lignes italiennes dans cette localité: l'intervention des deux sous-marins, des avions et des vedettes-torpilleurs (MAS ou Motoscafo armato silurante) MAS 13 et 15 contribua à perturber l'action ennemie, jusqu'au retrait des deux cuirassés,.
Il a effectué un total de 16 missions de guerre, toutes sans résultat.
Le 6 novembre 1918, il part d'Ancône et participe, avec les MAS 15 et 22, à l'occupation d'Ugliano, de Pasman et de Meleda. Le lendemain, il prend possession de l'Isola Grossa (près de Zadar).
Comme ses moteurs sont en mauvais état, il est désarmé le 1er septembre 1919, radié et mis à la ferraille.